# ان‌جی‌سی ۶۷۹۱
ان‌جی‌سی ۶۷۹۱ (انگلیسی: NGC 6791) یک خوشه ستاره‌ای باز در صورت‌فلکی شلیاق است و توسط فردریش آگوست تئودور وینکه در سال ۱۸۵۳ کشف شد. سن این خوشه حدود ۸ میلیارد سال است و نسبت فراوانی آهن به هیدروژن آن بیش از دو برابر خورشید است و بر این اساس یکی از قدیمی‌ترین و غنی‌ترین خوشه‌های فلزی در کهکشان راه شیری است. این بر خلاف قانون معمول است که در آن بزرگتر به معنای فقیرتر بودن فلز در آن است. به خاطر واقعیت وجود جمعیت غیرمعمول زیادی از ستاره در آن، ان‌جی‌سی ۶۷۹۱ در ردیف و یکی از خوشه‌های بیشتر مورد بررسی در آسمان را تشکیل می‌دهد.